# Мілівой Петкович
Мі́лівой Пе́ткович (хорв. Milivoj Petković, нар. 11 жовтня 1949, Шибеник, СР Хорватія, СФРЮ) — військовий діяч боснійських хорватів, один із шістьох обвинувачених Міжнародним трибуналом щодо колишньої Югославії (МТКЮ) у зв'язку з діяльністю Хорватської республіки Герцег-Босна під час Боснійської війни.

## Життя і діяльність
Мілівой Петкович народився в Шибенику, у тогочасній югославській республіці Хорватія. Закінчивши Військову академію Югославської народної армії (ЮНА), став кадровим офіцером. У липні 1991 року покинув ЮНА, щоб вступити в нову хорватську армію. У 1992 році за розпорядженням генерала хорватської армії Янка Бобетка перебрав на себе командування передовим командним пунктом хорватської армії у місті Груде (Боснія і Герцеговина), війська якого пізніше переросли в збройні сили ХРО. Перебував на посаді начальника Головного штабу ХРО приблизно до 5 серпня 1994 року.
Петкович був у статусі генерала хорватської армії, а також частково непрацездатної особи, що було викликано струсом мозку і травмою хребта, яких він зазнав у червні 1992 року, кермуючи автомобілем біля річки Неретва, про що свідчать органи влади тодішньої Хорватської республіки Герцег-Босна 
Мілівой Петкович добровільно здався  Міжнародному трибуналові щодо колишньої Югославії 5 квітня 2004 року.
22 квітня 2008 р. йому було надано досудове звільнення з-під варти.

## Суд
В обвинувальному висновку стверджується, що як загальний командир військ ХРО  Петкович безпосередньо командував збройними силами Герцег-Босни і несе відповідальність за їхні дії. Стверджується, що збройні сили під назвою Хорватська рада оборони, серед іншого,:
- проводили етнічні чистки районів Горні Вакуф і Мостар.
- використовували табір Геліодром як ізолятор, де утримувалися боснійські мусульмани з Мостара. Умови в концтаборі Геліодром було визнано нелюдськими.

Звинувачення включали:
- дев'ять пунктів у серйозних порушеннях Женевських конвенцій (умисне вбивство; нелюдське поводження (сексуальний злочин); незаконна депортація цивільної особи; незаконне переміщення цивільної особи; незаконне позбавлення волі цивільної особи; нелюдське поводження (умови утримання під вартою); нелюдське поводження; масштабне знищення майна, невиправдане військовою необхідністю та здійснене незаконно і без усякої причини; привласнення майна, невиправдане військовою необхідністю та здійснене незаконно і без усякої причини),

- дев'ять пунктів порушення законів чи звичаїв війни (жорстоке поводження (умови утримання під вартою); жорстоке поводження; незаконна праця; варварське руйнування міст, містечок або сіл, або руйнування,  невиправдане військовою необхідністю; руйнування або умисне пошкодження, завдане установам, присвяченим релігії або освіті; розкрадання державної або приватної власності;протиправне посягання на цивільних осіб; незаконне тероризування цивільних осіб; жорстоке поводження) та

- вісім пунктів звинувачення у злочинах проти людяності (переслідування з політичних, расових та релігійних причин; вбивство; зґвалтування; депортація; акти жорстокості (насильне переміщення); ув’язнення; акти жорстокості (умови утримання під вартою); акти жорстокості).